# Copa Mundial de Béisbol 5 de 2022
La Copa Mundial de Béisbol 5 de 2022 fue la primera edición de la Copa Mundial de Béisbol 5, el campeonato mundial mixto de béisbol 5 (B5) organizado por la Confederación Mundial de Béisbol y Sóftbol (WBSC). Se llevó a cabo en el Zócalo de la Ciudad de México del 7 al 12 de noviembre de 2022.  Participaron doce equipos nacionales de cinco continentes.
Cuba se convirtió en el primer campeón mundial del nuevo deporte, al derrotar 2:0 a Japón en la final. China Taipéi terminó con el bronce al vencer 2:0 a Venezuela

## Elección de la sede
La Confederación Mundial de Béisbol y Sóftbol lanzó un proyecto para una nueva versión urbana de béisbol/sóftbol en 2017. La nueva disciplina de cinco contra cinco, que solo requiere una pelota para jugar, se basó en las 'cuatro esquinas' juego que nació en las calles de Cuba. 
El primer campeonato de béisbol 5 de la WBSC se llevó a cabo en La Habana, Cuba, los días 23 y 24 de noviembre de 2017. 
Esta primera Copa estaba originalmente planificada para celebrarse en 2020. Por los efectos de la pandemia tuvo que reprogramarse para 2021, y luego para 2022, año en que definitivamente se celebraría en Ciudad de México con la participación de 12 selecciones nacionales. 
| Ciudad de México, México           |
| Zócalo                             |
|                                    |
| Capacidad: 4000 (en dos secciones) |

## Árbitros
Director de Árbitros:  Andrea D'Auria
Asistente del Director de Árbitros:  Rafael Llames

Árbitros:
- Aidee Marisol Martínez Almaguer
- Brian Manyeki
- Chedli Mokrani
- Diana Karina Encinas Adame
- Francisco Abelardo López Urriola
- Héctor Jesus Martinez Picos
- Jason Bell
- Jesús Francisco Chavez Granados
- José Caballero Marrero
- Karim Mejiri
- Pablo Alberto Muñoz García
- Rubén Dario Bahena Robles
- Salvador Mauricio Valencia Alcaraz
- Sujeewa Sirigampolage
- Tariq Alsaleem Mohamed
- Milton Marion Jones
- Victor Aramayo

## Formato de competición
El béisbol 5 se juega en partidos que presentan una serie del mejor de tres partidos. Cada partido consta de cinco entradas. El número de jugadores activos por equipo durante un partido es de cinco. El equipo defensivo siempre debe tener un mínimo de dos atletas por género en el campo. Lo mismo se aplica a la formación oficial. 
Un total de 12 equipos participarán en el evento, comenzando por la fase de grupos, donde se han formado dos grupos en función de las clasificaciones en los eventos continentales.
La Ronda de Apertura consta de un round robin a una vuelta, con los tres primeros clasificados de cada grupo avanzando a la Súper Ronda, mientras que los otros seis equipos participarán en la Ronda de Colocación.
Los dos mejores equipos de la Súper Ronda competirán por el título de Campeón Mundial de Béisbol 5, mientras que los equipos número tres y cuatro jugarán por la medalla de bronce.

## Clasificación y equipos participantes
Un total de 12 equipos participarán en el evento, comenzando por la fase de grupos, donde se han formado dos grupos en función de las clasificaciones en los eventos continentales.
Con el formato aprobado, la WBSC ha distribuido los cupos continentales de la siguiente manera: 
- Wild card Anfitrión 1 cupo:  México
- WBSC Europe 2 cupos:  Francia,  Lituania
- WBSC Africa 2 cupos:  Sudáfrica,  Kenia
- WBSC Asia 3 cupos:  China Taipéi,  Japón,  Corea del Sur
- WBSC Américas 2 cupos:  Cuba,  Venezuela
- WBSC Oceanía 1 cupo:  Australia
- Wild card:  Túnez,  Hong Kong

Solamente se celebraron torneos continentales en África, Europa y Asia. Los representantes de América y Oceanía fueron seleccionados por la WBSC. El representante de este último, Australia, renunció a participar en el torneo. Además, el equipo mexicano había obtenido uno de los cupos de América, por lo que se designaron las restantes naciones participantes mediante invitaciones.

## Ronda de Apertura
Todos los partidos se celebraron en el Zócalo, del 7 al 10 de noviembre de 2022.

### Grupo A
| Pos | Equipo    | JJ | JG | JP | CA | CP | DC  | Dif | Calificación           |
| --- | --------- | -- | -- | -- | -- | -- | --- | --- | ---------------------- |
| 1   | Cuba      | 5  | 5  | 0  | 93 | 8  | +85 | -   | Súper Ronda            |
| 2   | Japón     | 5  | 3  | 2  | 35 | 23 | +12 | 2   | Súper Ronda            |
| 3   | México    | 5  | 3  | 2  | 24 | 52 | -28 | 2   | Súper Ronda            |
| 4   | Sudáfrica | 5  | 2  | 3  | 45 | 48 | -3  | 3   | Ronda de Clasificación |
| 5   | Lituania  | 5  | 2  | 3  | 32 | 45 | -13 | 3   | Ronda de Clasificación |
| 6   | Hong Kong | 5  | 0  | 5  | 10 | 63 | -53 | 5   | Ronda de Clasificación |

Según criterios de desempate, Japón derrotó 2:0 a México y Sudáfrica 2:1 a Lituania. 

### Grupo B
| Pos | Equipo        | JJ | JG | JP | CA | CP | DC  | Dif | Calificación           |
| --- | ------------- | -- | -- | -- | -- | -- | --- | --- | ---------------------- |
| 1   | Venezuela     | 5  | 5  | 0  | 53 | 33 | +21 | -   | Súper Ronda            |
| 2   | China Taipéi  | 5  | 4  | 1  | 69 | 21 | +48 | 1   | Súper Ronda            |
| 3   | Túnez         | 5  | 2  | 3  | 47 | 39 | +8  | 3   | Súper Ronda            |
| 4   | Kenia         | 5  | 2  | 3  | 42 | 62 | -20 | 3   | Ronda de Clasificación |
| 5   | Francia       | 5  | 2  | 3  | 34 | 57 | -23 | 3   | Ronda de Clasificación |
| 6   | Corea del Sur | 5  | 0  | 5  | 13 | 47 | -34 | 5   | Ronda de Clasificación |

Túnez, Kenia y Francia terminaron con un registros de 2-3 de victorias y derrotas. De acuerdo con el Reglamento del torneo, fueron separados por el promedio de carreras anotadas por entrada en los juegos entre los tres equipos.
- Túnez: Avg. 0.86
- Francia: Avg. 0.83
- Kenia: Avg. 0.69

Túnez se clasificó a la Súper Ronda mientras que el empate a dos entre Francia y Kenia se rompe a favor de Kenia, que ganó el juego entre los dos equipos.

## Ronda de Clasificación
Todos los partidos se celebraron en el Zócalo, del 11 al 12 de noviembre de 2022.
| Pos | Equipo        | JJ | JG | JP | CA | CP | DC  | Dif |
| --- | ------------- | -- | -- | -- | -- | -- | --- | --- |
| 1   | Sudáfrica     | 5  | 5  | 0  | 47 | 20 | +27 | -   |
| 2   | Kenia         | 5  | 4  | 1  | 49 | 32 | +17 | 1   |
| 3   | Francia       | 5  | 2  | 3  | 43 | 38 | +5  | 3   |
| 4   | Corea del Sur | 5  | 2  | 3  | 33 | 40 | -7  | 3   |
| 5   | Lituania      | 5  | 1  | 4  | 36 | 53 | -17 | 4   |
| 6   | Hong Kong     | 5  | 1  | 4  | 33 | 58 | -25 | 4   |

Según criterios de desempate, Francia derrotó 2:0 a Corea del Sur y Lituania 2:0 a Hong Kong. 

## Súper Ronda
Todos los partidos se celebraron en el Zócalo, del 11 al 12 de noviembre de 2022.
| Pos | Equipo       | JJ | JG | JP | CA | CP | DC  | Dif | Calificación |
| --- | ------------ | -- | -- | -- | -- | -- | --- | --- | ------------ |
| 1   | Cuba         | 5  | 5  | 0  | 94 | 7  | +87 | -   | Súper Ronda  |
| 2   | Japón        | 5  | 4  | 1  | 40 | 36 | +4  | 1   | Súper Ronda  |
| 3   | Venezuela    | 5  | 3  | 2  | 34 | 44 | -10 | 2   | Tercer lugar |
| 4   | China Taipéi | 5  | 2  | 3  | 45 | 45 | 0   | 3   | Tercer lugar |
| 5   | México       | 5  | 1  | 4  | 13 | 65 | -52 | 4   |              |
| 6   | Túnez        | 5  | 0  | 5  | 30 | 59 | -29 | 5   |              |

## Ronda Final

### Tercer Lugar
| 12 de noviembre de 2022 | Venezuela | 0:2 o(2:9, 0:2) | China Taipéi | Zócalo, Ciudad de México |  |
| 17:00                   |           |                 |              |                          |  |

### Final
| 12 de noviembre de 2022 | Cuba | 0:2 o(9:1, 6:2) | Japón | Zócalo, Ciudad de México |  |
| 19:08                   |      |                 |       |                          |  |

## Posiciones finales
La siguiente tabla muestra las posiciones finales de los equipos nacionales.
| Pos | Equipo        | JG | JP | Resultado              |
| --- | ------------- | -- | -- | ---------------------- |
|     | Cuba          | 9  | 0  | Medalla de oro         |
|     | Japón         | 6  | 3  | Medalla de plata       |
|     | China Taipéi  | 6  | 3  | Medalla de bronce      |
| 4   | Venezuela     | 6  | 3  | Cuarto lugar           |
| 5   | México        | 4  | 4  | Súper Ronda            |
| 6   | Túnez         | 2  | 6  | Súper Ronda            |
| 7   | Sudáfrica     | 5  | 3  | Ronda de Clasificación |
| 8   | Kenia         | 4  | 4  | Ronda de Clasificación |
| 9   | Francia       | 3  | 5  | Ronda de Clasificación |
| 10  | Corea del Sur | 2  | 6  | Ronda de Clasificación |
| 11  | Lituania      | 2  | 6  | Ronda de Clasificación |
| 12  | Hong Kong     | 1  | 7  | Ronda de Clasificación |

## Reconocimientos
| Premio                      | Jugador           |
| --------------------------- | ----------------- |
| Jugadora Femenina Destacada | Ayako Rokkaku     |
| Jugador Masculino Destacado | Briandy Molina    |
| Mejor Coach                 | Ayako Rokkaku     |
| Premio #B5High5             | Takeru Miyanohara |

| Jugador                |
| ---------------------- |
| Briandy Molina         |
| Ayako Rokkaku          |
| Chi-Ting-Huan Shih     |
| Marián Castro          |
| Louis Michael Albertyn |